# Rudolf Rektorys
Rudolf Rektorys (24. června 1906 – ) byl český meziválečný fotbalista, útočník.

## Fotbalová kariéra
Hrál za AC Sparta Praha a SK Náchod. Nastoupil v 18 ligových utkáních a dal 5 gólů.

## Ligová bilance
| Ročník                      | Zápasy | Góly | Klub            |
| --------------------------- | ------ | ---- | --------------- |
| Asociační liga 1925         | 8      | 1    | AC Sparta Praha |
| 1. asociační liga 1930/1931 | 10     | 4    | SK Náchod       |
| CELKEM                      | 18     | 5    |                 |